# مونيكا خاراميو
مونيكا خاراميو (بالإسبانية: Mónica Jaramillo) هي عارضة وصحفية ومذيعة أخبار كولومبية، ولدت في 30 سبتمبر 1984 في مارينيلا في كولومبيا.